# Víctor Manuel Zapata
Víctor Manuel Zapata Mera (Puerto Tejada, Cauca; 1 de noviembre de 1985-Cali, Valle del Cauca; 4 de enero de 2025) fue un futbolista colombiano. Jugó como mediocentro.
Fue primo del también futbolista William Zapata Brand.

## Trayectoria
Zapata, nacido el primero de noviembre de 1985 en Puerto Tejada (Cauca), se formó en las divisiones menores del Deportivo Cali, con el que no llegó a debutar en primera. Comenzó su carrera profesional en Atlético Huila, en 2007. Dos años después pasó al Once Caldas, donde hizo parte del plantel campeón de la Liga 2009-I, aunque solo jugó un partido ese semestre. 
Debutó con el Deportivo Cali siendo campeón del Torneo Finalización 2005 compartiendo el título con jugadores como Cristián Zapata, Abel Aguilar y el panameño Blas Pérez. En el 2007 compartió el equipo con Fredy Montero.
En agosto de 2008 dejó su país para hacer una experiencia en el fútbol argentino, al ser contratado por Talleres de Perico del Torneo Argentino A, la tercera categoría profesional del país.
Fue campeón con Once Caldas en el Torneo Apertura 2009 clasificando a la Copa Libertadores 2010. Al siguiente año asciende con el Deportivo Pasto, en el Torneo Apertura 2012 sale subcampeón clasificando a la Copa Sudamericana 2013 perdiendo en octavos de final contra el Ponte Preta, eliminó a Melgar y Colo Colo jugando 4 de los 6 partidos.
Zapata le dio el ascenso al Deportivo Pasto en 2011, De allí se fue a Alianza Petrolera para jugar la B en 2010 y en 2011 llegó como refuerzo al Deportivo Pasto, donde fue pieza clave de la campaña que devolvió a los nariñenses a la A ese mismo año. Anotó el último cobro en la definición del ascenso desde el punto penalti contra Patriotas de Boyacá.  
Con el Pasto permaneció tres años en la A, del 2012 al 2014, para luego pasar a Águilas Doradas, donde solo estuvo un semestre.

## Muerte
Según el periodista Jaime Orlando Dinas, Zapata falleció como consecuencia de un accidente que sufrió el pasado 31 de diciembre, del cual no se conocen mayores detalles. 

## Clubes
| Club                    | País                | Año                 | Partidos | Goles |
| ----------------------- | ------------------- | ------------------- | -------- | ----- |
| Deportivo Cali          | Colombia            | 2005                | 1        | 0     |
| Centauros Villavicencio | Colombia            | 2006                | 1        | 0     |
| Atlético Huila          | Colombia            | 2007                | 4        | 0     |
| Girardot F. C.          | Colombia            | 2008                | 9        | 2     |
| Talleres de Perico      | Argentina           | 2008                | 13       | 0     |
| Once Caldas             | Colombia            | 2009                | 2        | 0     |
| Alianza Petrolera       | Colombia            | 2010                | 3        | 0     |
| Deportivo Pasto         | Colombia            | 2011 - 2014         | 120      | 19    |
| Águilas Doradas         | Colombia            | 2015                | 16       | 0     |
| Atlético Bucaramanga    | Colombia            | 2015                | 24       | 6     |
| Águilas Doradas         | Colombia            | 2016                | 14       | 1     |
| Atlético Bucaramanga    | Colombia            | 2016                | 17       | 0     |
| Alianza Atlético        | Perú                | 2017                | 8        | 0     |
| Jaguares de Córdoba     | Colombia            | 2017                | 5        | 0     |
| Total en la carrera     | Total en la carrera | Total en la carrera | 237      | 28    |

## Palmarés

### Campeonatos nacionales
| Título    | Club                 | País     | Año  |
| --------- | -------------------- | -------- | ---- |
| Primera A | Deportivo Cali       | Colombia | 2005 |
| Primera B | Deportivo Pasto      | Colombia | 2011 |
| Primera B | Atlético Bucaramanga | Colombia | 2015 |